# دانکن مک‌میلان
دانکن مک میلان (به انگلیسی:Duncan Macmillan) نمایشنامه‌نویس انگلیسی و مدیر تئاتر است. 
از آثار او می‌توان به نمایشنامه‌های ریه‌ها، مردم، اماکن و همه چیز، هر چیزی درخشان و اقتباس از رمان نهصد و هشتاد و چهار جورج اورول اشاره کرد.